# Иоасаф (архиепископ Вологодский)
Архиепископ Иоасаф (ум. 3 (13) июня 1609) — епископ Русской православной церкви, архиепископ Вологодский и Великопермский.

## Биография
С 26 января (5 февраля) 1600 года — игумен Кирилло-Белозерского монастыря.
В декабре 1603 года хиротонисан во епископа Вологодского и Великопермского с возведением в сан архиепископа.
В первые годы Смуты (1604—1608), оказавшись в стороне от основных событий, вологодское духовенство последовательно признавало власть царей Фёдора Годунова, Лжедмитрия I и Василия Шуйского.
В 1607 году получил от царя Василия Шуйского несудимую грамоту на вотчины.
В 1608 году, после занятия Вологды войсками самозванца, под угрозой расправы был вынужден принести присягу Лжедмитрию II. В ноябре 1608 года тушинцы были изгнаны из города, и вологжане снова перешли на сторону Москвы.
При Иоасафе ввиду многочисленных чудес в 1607 году были канонизированы трое святых крестителей Перми Великой: Герасим, Питирим и Иона, с установлением дня их праздника 29 января (11 февраля).
Скончался Иоасаф 3 (13) июня 1609 года, похоронен в Вологодском кафедральном соборе.